# Isoperla peterzwicki
Isoperla peterzwicki és una espècie d'insecte plecòpter pertanyent a la família dels perlòdids.

## Etimologia
El seu nom científic honora la figura del professor Peter Zwick per les seues contribucions a l'estudi de les espècies asiàtiques del gènere Isoperla.

## Descripció
- Els adults presenten un color marró clar, el cap amb una franja marró fosc i els palps i les antenes de color marró fosc.
- Les ales anteriors del mascle fan 12 mm de llargària i les de la femella 13.
- La placa subgenital de la femella està poc desenvolupada.[3]

## Hàbitat
En el seu estadi immadur és aquàtic i viu a l'aigua dolça, mentre que com a adult és terrestre i volador.

## Distribució geogràfica
Es troba a Àsia: Tailàndia.